# Антропогенный рельеф
Антропогенный рельеф — совокупность форм рельефа, созданных или изменённых деятельностью человека. Антропогенный рельеф может быть стихийно возникающим или сознательно создаваемым. Сознательное преобразование рельефа происходит при мелиорации земель (террасирование и обвалование склонов, постройка оросительной и дренажной сети), строительстве (насыпи, дамбы, выемки, каналы), рекультивации нарушенных ландшафтов. Стихийно возникающие формы часто образуются в результате нерационального ведения хозяйства (овраги, просадки под горными выработками и другие). Результатом некоторых видов горных и строительных работ является возникновение отвалов, карьеров, терриконов. Антропогенный рельеф является компонентом антропогенного ландшафта.